# Принцип функціональної інтеграції
Принцип функціональної інтеграції,  методологічний принцип, згідно з яким при ускладненні  структури  системи в ній виникають додаткові властивості. Тісно пов'язаний із  системним підходом.
Основні принципи  інтеграції: 
- єдність методів (принцип єдності та інтеграції методів припускає, що в методичному відношенні всі рівні єдині та взаємопов'язані загальною метою управління);
- комплексність (здійснюється функціональна інтеграція, яка передбачає вирішення завдань, що належать до різних об'єктів і рівнів управління);
- паритетність (децентралізованість) - тобто вдосконалення управління обов'язково поширюється на всі рівні;
- багатоаспектність;
- принцип інтегрованого цілого (він припускає існування ізоморфізму керуючої і керованої систем);
- єдність інформативності;
- типовість моделей управління (полягає у виділенні однорідних систем і підсистем, що характеризуються нерівномірністю розвитку організації).

## Ресурси Інтернету
- Принципы и механизмы интеграции [Архівовано 4 березня 2016 у Wayback Machine.]